# Novalena lutzi
Novalena lutzi är en spindelart som först beskrevs av Willis J. Gertsch 1933.  Novalena lutzi ingår i släktet Novalena och familjen trattspindlar. Inga underarter finns listade i Catalogue of Life.